# 拉福利
拉福利（法語：La Folie，法語發音：[la fɔli] ⓘ）是法国卡尔瓦多斯省的一个市镇，属于巴约区。

## 地理
拉福利（49°15'32"N, 0°58'41"W）面积6.53 平方千米，位于法国诺曼底大区卡爾瓦多斯省，该省份为法国西北部沿海省份，北濒大西洋英吉利海峡，东北与滨海塞纳省以海上边界相接，东临厄尔省，南至奧恩省，西与芒什省接壤。
与拉福利接壤的市镇（或旧市镇、城区）包括：贝尔内斯克、布里克维尔、卡尔蒂尼-莱皮奈、圣马尔库夫、埃勒河畔圣玛格丽特、圣马丹德布拉尼、滨海伊西尼。

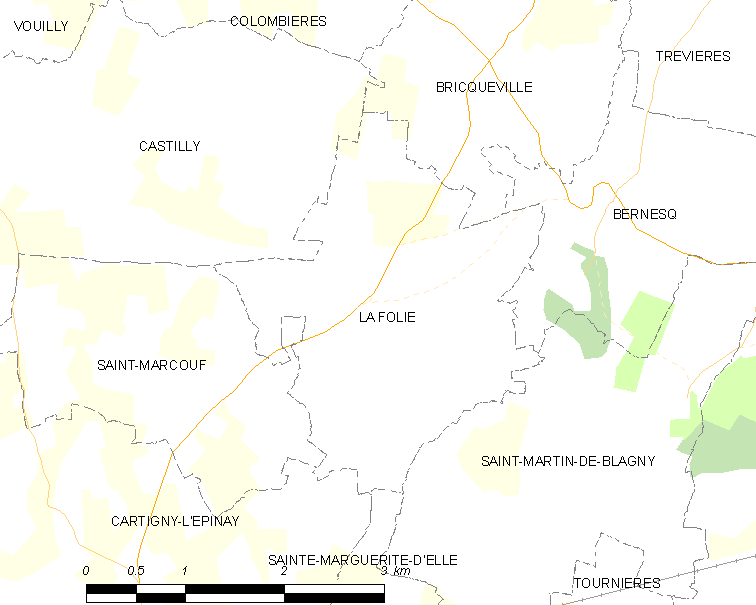
拉福利的OSM定位图

拉福利的时区为UTC+01:00、UTC+02:00（夏令时）。

## 行政
拉福利的邮政编码为14710，INSEE市镇编码为14272。

## 政治
拉福利所属的省级选区为特雷维耶尔县。

## 人口

1962-2008年间拉福利人口变化图示

拉福利于2022年1月1日时的人口数量为107人。